# سفارة تركيا في جنوب إفريقيا
سفارة تركيا في جنوب أفريقيا هي أرفع تمثيل دبلوماسي لدولة تركيا لدى جنوب أفريقيا. تقع السفارة في بريتوريا وهي تهدف لتعزيز المصالح التركية في جنوب أفريقيا.

## وصلات خارجية
- قائمة سفارات تركيا
- قائمة السفارات في جنوب أفريقيا